# Operador bilineal
En matemáticas, un operador bilineal es una multiplicación "generalizada" que cumple con la propiedad distributiva.

## Definición
Dados 3 espacios vectoriales V, W y X sobre el mismo cuerpo F, un operador bilineal es una función
{\displaystyle B\colon V\times W\to X}
tal que para todo w en W (fija), la asignación
{\displaystyle v\mapsto B(v,w)}
es un operador lineal de V a X, y para todo v en V (fija), la asignación
{\displaystyle w\mapsto B(v,w)}
es un operador lineal de W a X.

## Propiedades
- {\displaystyle B(x,y)=0}  si x=0 o y=0, siendo 0 el vector nulo.